# Vera-Ellen
Vera-Ellen (născută Vera-Ellen Rohe; n. 16 februarie 1921, Norwood⁠(d), Ohio, SUA – d. 30 august 1981, Los Angeles, California, SUA) a fost o dansatoare și actriță americană. Acesta este cunoscută atât pentru rolurile din On the Town⁠(d) (1949) și White Christmas (1954), cât și pentru spectacolele sale de dans, unele împreună cu Fred Astaire, Gene Kelly, Danny Kaye și Donald O'Connor.

## Biografie
Vera-Ellen Rohe s-a născut în Norwood, Ohio⁠(d), fiica imigranților germani Martin F. Rohe, un dealer de piane, și Alma C. Westmeier. 
A început să danseze la vârsta de 10 ani. A fost colegă cu Doris Day în cadrul  Hessler Studio of Dancing. La vârsta de 13 ani, a câștigat concursul de talente Major Bowes Amateur Hour⁠(d) și a decis să urmeze o carieră profesională.

## Cariera
În 1939, și-a făcut debutul pe Broadway în piesa de teatru muzical Very Warm for May⁠(d) creată de Jerome Kern⁠(d) și Oscar Hammerstein. A devenit una dintre cele mai tinere membre ale companiei de dans The Rockettes⁠(d) la Radio City Music Hall⁠(d). A continuat să apară pe Broadway în Panama Hattie⁠(d), By Jupiter⁠(d) și A Connecticut Yankee⁠(d), fiind sesizată în cele din urmă de producătorul Samuel Goldwyn, care i-a oferit un rol în lungmetrajul Wonder Man⁠(d) din 1945.
În filmul Wonder Man, Vera-Ellen a mimat melodia „So in Love”, aceasta fiind interpretat de cântăreața June Hutton⁠(d). Totuși, albumul Decca Broadway Original Cast a piesei de teatru A Connecticut Yankee⁠(d), pusă în scenă în 1943, conține melodiile „I Feel at Home with You” și „You Always Love the Same Girl”, ambele duete cu Chester Stratton. 
A dansat împreună cu Gene Kelly în filmele muzicale Words and Music⁠(d) și Out of Town, iar apoi a apărut în ultimul film al Fraților Marx - Love Happy⁠(d). Au urmat două roluri alături de Fred Astaire în filmele muzicale Three Little Words⁠(d) și The Belle of New York⁠(d). În 1952, a apărut în Call Me Madam⁠(d) împreună cu Donald O'Connor. Penultimul său rol de film a fost în lungmetrajul de succes White Christmas din 1954, fiind colegă pe platourile de filmare cu actorii Bing Crosby, Danny Kaye și Rosemary Clooney. Ultimul său rol a fost în filmul britanic Let's Be Happy⁠(d) din 1957.
Vera-Ellen a fost adesea invitată în emisiunile de televiziune americane spre finalul anilor 1950. Ultimele sale apariții au fost în The Perry Como Show (22 noiembrie 1958) și în The Dinah Shore Show⁠(d) (14 februarie 1959).

## Viața personală
Potrivit cronicarului Brian Cronin, corpul „extrem de zvelt” al Verrei-Ellen a contribuit la apariția unor zvonuri despre o posibilă tulburare de alimentație. Zvonul conform căruia gâtul actriței a fost acoperit în scenele din White Christmas pentru a ascunde ridurile cauzate de o presupusă anorexie persistă până în zilele noastre. Cu toate acestea, fotografiile și videoclipurile realizate în aceeași perioadă dezmint toate zvonurile. Bill Dennington, unul dintre prietenii Verrei-Ellen, a infirmat afirmațiile despre gâtul actriței și a declarat că este deranjat de faptul că oamenii și-o amintesc drept „dansatoarea cu anorexie”.
Nepoata sa, Ileana Rothschild, născută în 1967, menționează că mătușa sa „a continuat să participe la cursuri de dans și și-a menținut silueta”. De asemenea, era o „înotătoare pasionată”. Conform nepoatei sale, aceasta nu suferea de vreo tulburare de alimentație.
Vera-Ellen a fost căsătorită de două ori. Primul ei soț a fost dansatorul Robert Hightower, cei doi fiind căsătoriți din februarie 1941 și noiembrie 1946. Al doilea său soț a fost petrolistul Victor Rothschild. Aceștia au fost căsătoriți din 1954 până în 1966. Au avut o fiică - Victoria Ellen - care a murit în 1963 la vârsta de 3 luni de SMSS. După moartea copilului său, s-a retras din viața publică.

## Moartea
Vera-Ellen a murit la Spitalul General din Comitatul Los Angeles⁠(d) pe 30 august 1981 de cancer ovarian. Avea 60 de ani. Este înmormântată la Glen Haven Memorial Park din Sylmar, Los Angeles⁠(d).

## Filmografie
| An   | Titlu                      | Rol             | Note                                                   |
| ---- | -------------------------- | --------------- | ------------------------------------------------------ |
| 1945 | Wonder Man                 | Midge Mallon    | Melodia interpretată de June Hutton                    |
| 1946 | The Kid from Brooklyn      | Susie Sullivan  | Melodia interpretată de Suzanne Ellers                 |
| 1946 | Three Little Girls in Blue | Myra Charters   | Melodia interpretată de Carol Stewart                  |
| 1947 | Carnival in Costa Rica     | Luisa Molina    | Melodia interpretată de Pat Friday                     |
| 1948 | Words and Music            | Herself         |                                                        |
| 1949 | Love Happy                 | Maggie Phillips |                                                        |
| 1949 | On the Town                | Ivy Smith       |                                                        |
| 1950 | Three Little Words         | Jessie Brown    | Melodia interpretată de Anita Ellis                    |
| 1951 | Happy Go Lovely            | Janet Jones     | Melodia interpretată de Eve Boswell                    |
| 1952 | The Belle of New York      | Angela Bonfils  | Melodia interpretată de Anita Ellis                    |
| 1953 | Call Me Madam              | Princess Maria  | Melodia interpretată de Carol Richards                 |
| 1953 | Big Leaguer                | Christy         |                                                        |
| 1954 | White Christmas            | Judy Haynes     | Melodia interpretată de Trudy Stevens                  |
| 1957 | Let's Be Happy             | Jeannie MacLean | Melodia interpretată de Joan Small (rol final de film) |

### Teatru
- Very Warm for May (1939)
- Higher and Higher⁠(d) (1940)
- Panama Hattie (1940)
- By Jupiter (1942)
- A Connecticut Yankee⁠(d) (1943)

### Radio
| An   | Emisiune             | Episod/sousă  |
| ---- | -------------------- | ------------- |
| 1953 | Stars over Hollywood | Hasty Retreat |